# Holiday Valley
Holiday Valley – jednostka osadnicza w Stanach Zjednoczonych, w stanie Ohio, w hrabstwie Clark.